# 索納普爾鎮區 (密歇根州)
索納普爾鎮區（英語：Thornapple Township）是位於美國密歇根州巴里縣的一個行政鎮區。

## 地方資料
索納普爾鎮區的面積為93.10平方千米，當中陸地面積為91.40平方千米，而水域面積為1.70平方千米。根據2020年美國人口普查的數據，當地共有人口9331人，而人口密度為每平方千米100.23人。